# Pance Pondaag
Pance Frans Pondaag (ur. 18 lutego 1951 w Makasarze, zm. 3 czerwca 2010 w Dżakarcie) – indonezyjski piosenkarz i twórca utworów popowych.
Jest zaliczany do grona najsławniejszych indonezyjskich muzyków popowych lat 80. XX wieku. Wówczas zasłynął jako twórca lokalnych przebojów i zdołał wypromować takich artystów jak Dian Piesesha czy Meriam Bellina.
Jego dużym sukcesem komercyjnym był utwór „Tak Ingin Sendiri” (wykonanie: Dian Piesesha), który doczekał się wielu wersji nagranych przez innych wykonawców. W dalszym okresie aktywności prezentował własne wykonania piosenek („Walau Hati Menangis”, „Bukan Salahmu Bukan Salahku”, „Perasaan”).